# NGC 462
NGC 462 é uma galáxia elíptica (E) localizada na direcção da constelação de Pisces. Possui uma declinação de +04° 13' 35" e uma ascensão recta de 1 horas, 18 minutos e 10,9 segundos.
A galáxia NGC 462 foi descoberta em 23 de Outubro de 1864 por Albert Marth.